# Jowita
Jowita – imię męskie pochodzenia łacińskiego, utworzone od imienia boga Jowisza (w dopełniaczu Jovis) za pomocą sufiksu -itta.
W Polsce funkcjonuje głównie jako imię żeńskie. Pojawiło się prawdopodobnie w użytku w XX wieku, a do spopularyzowania przyczynili się pisarz Stanisław Dygat powieścią Disneyland i reżyser Janusz Morgenstern opartym na tej powieści filmem Jowita (1967) z Barbarą Kwiatkowską i Zbigniewem Cybulskim.
Imię pozostaje rzadko nadawanym. W 1975 roku w Krakowie nadano je dwa razy. W marcu 2001 roku w bazie PESEL zarejestrowanych było 4441 posiadaczek tego imienia. Wśród imion nadanych nowo narodzonym dzieciom, Jowita w 2017 r. zajmowała 81. miejsce w grupie imion żeńskich. W styczniu 2025 r. w rejestrze PESEL, wśród publicznie dostępnych danych dotyczących osób żyjących, wykazano 8826 kobiet o imieniu Jowita nadanym jako imię pierwsze.

## Odpowiedniki w innych językach
- łacina – Iovita, Jovita
- język angielski – Jovita
- język hiszpański – Jovita
- język litewski – Jovita
- język niemiecki – Jovita
- język włoski – Giovita
- język hebrajski – Jochwet

## Jowitaimieninyobchodzi
15 lutego, dawniej jako wspomnienie św. Faustyna i Jowity, braci – ich kult został ograniczony do lokalnego w 1969 roku.

## Osoby o imieniu Jowita
- Św. Jowita – święty Kościoła katolickiego,
- Jowita Budnik – polska aktorka telewizyjna i filmowa.